# Moby Grape (album)
| Recensione                        | Giudizio      |
| --------------------------------- | ------------- |
| AllMusic                          |               |
| Robert Christgau                  | A-            |
| The New Rolling Stone Album Guide | [ 3 ]         |
| Sputnikmusic                      | 5.0 (Classic) |
| Dizionario del Pop-Rock           | [ 5 ]         |
| 24.000 dischi                     | [ 6 ]         |

Moby Grape è l'album discografico di debutto del gruppo rock psichedelico statunitense Moby Grape, pubblicato dalla casa discografica Columbia Records nel maggio (o) giugno del 1967.

## Tracce

### LP
Lato A
1. Hey Grandma – 2:43 (Jerry Miller, Don Stevenson) – Registrato il 22 aprile 1967
2. Mr. Blues – 1:58 (Bob Mosley) – Registrato il 23 aprile 1967
3. Fall on You – 1:53 (Peter Lewis) – Registrato il 12 marzo 1967
4. 8:05 – 2:20 (Jerry Miller, Don Stevenson) – Registrato il 12 marzo 1967
5. Come in the Morning – 2:14 (Bob Mosley) – Registrato il 11 marzo 1967
6. Omaha – 2:43 (Skip Spence) – Registrato il 23 aprile 1967
7. Naked, If I Want To – 0:55 (Jerry Miller) – Registrato il 23 aprile 1967

Lato B
1. Someday – 2:41 (Jerry Miller, Don Stevenson, Skip Spence) – Registrato il 25 aprile 1967
2. Ain't No Use – 1:37 (Jerry Miller, Don Stevenson) – Registrato il 23 aprile 1967
3. Sitting by the Window – 2:44 (Peter Lewis) – Registrato il 22 aprile 1967
4. Changes – 3:21 (Jerry Miller, Don Stevenson) – Registrato il 22 aprile 1967
5. Lazy Me – 1:45 (Bob Mosley) – Registrato il 22 aprile 1967
6. Indifference – 4:14 (Skip Spence) – Registrato il 23 aprile 1967[7]

### CD
Edizione CD del 2007, pubblicato dalla Sundazed Records (SC 11190)
1. Hey Grandma – 2:43 (Jerry Miller, Don Stevenson)
2. Mr. Blues – 1:58 (Bob Mosley)
3. Fall on You – 1:53 (Peter Lewis)
4. 8:05 – 2:20 (Jerry Miller, Don Stevenson)
5. Come in the Morning – 2:14 (Bob Mosley)
6. Omaha – 2:43 (Skip Spence)
7. Naked, If I Want To – 0:55 (Jerry Miller)
8. Someday – 2:41 (Jerry Miller, Don Stevenson, Skip Spence)
9. Ain't No Use – 1:37 (Jerry Miller, Don Stevenson)
10. Sitting by the Window – 2:44 (Peter Lewis)
11. Changes – 3:21 (Jerry Miller, Don Stevenson)
12. Lazy Me – 1:45 (Bob Mosley)
13. Indifference – 4:14 (Skip Spence)
14. Rounder (Strumentale) – 2:02 (Skip Spence) – Bonus Track, registrato l'11 marzo 1967
15. Looper (Audition Rec.) – 2:36 (Peter Lewis) – Bonus Track, registrato il 25 gennaio 1967
16. Indifference (Audition Rec.) – 2:51 (Skip Spence) – Bonus Track, registrato il 25 gennaio 1967
17. Bitter Wind – 2:48 (Bob Mosley) – Bonus Track, registrato il 6 novembre 1967
18. Sweet Ride (Never Again) – 5:56 (Skip Spence, Jerry Miller, Bob Mosley, Don Stevenson, Peter Lewis) – Bonus Track, registrato il 14 agosto 1967

## Formazione
- Skip Spence - chitarra ritmica, voce
- Jerry Miller - chitarra solista, voce
- Peter Lewis - chitarra ritmica, voce
- Bob Mosley - basso, voce
- Don Stevenson - batteria, voce

Note aggiuntive
- David Rubinson - produttore
- Matthew Katz - direzione musicale
- Registrazioni effettuate al CBS Studios di Hollywood (California) il 25 gennaio, 11 e 12 marzo, 22-23 e 25 aprile, 14 agosto e 6 novembre del 1967.
- Jim Marshall - fotografie copertina album[9][7]

## Classifica
Album
| Anno | Classifica    | Posizione raggiunta |
| ---- | ------------- | ------------------- |
| 1967 | Billboard 200 | 24                  |

Singolo
| Anno | Titolo del brano | Classifica        | Posizione raggiunta |
| ---- | ---------------- | ----------------- | ------------------- |
| 1967 | Omaha            | Billboard Hot 100 | 88                  |